# Pukao

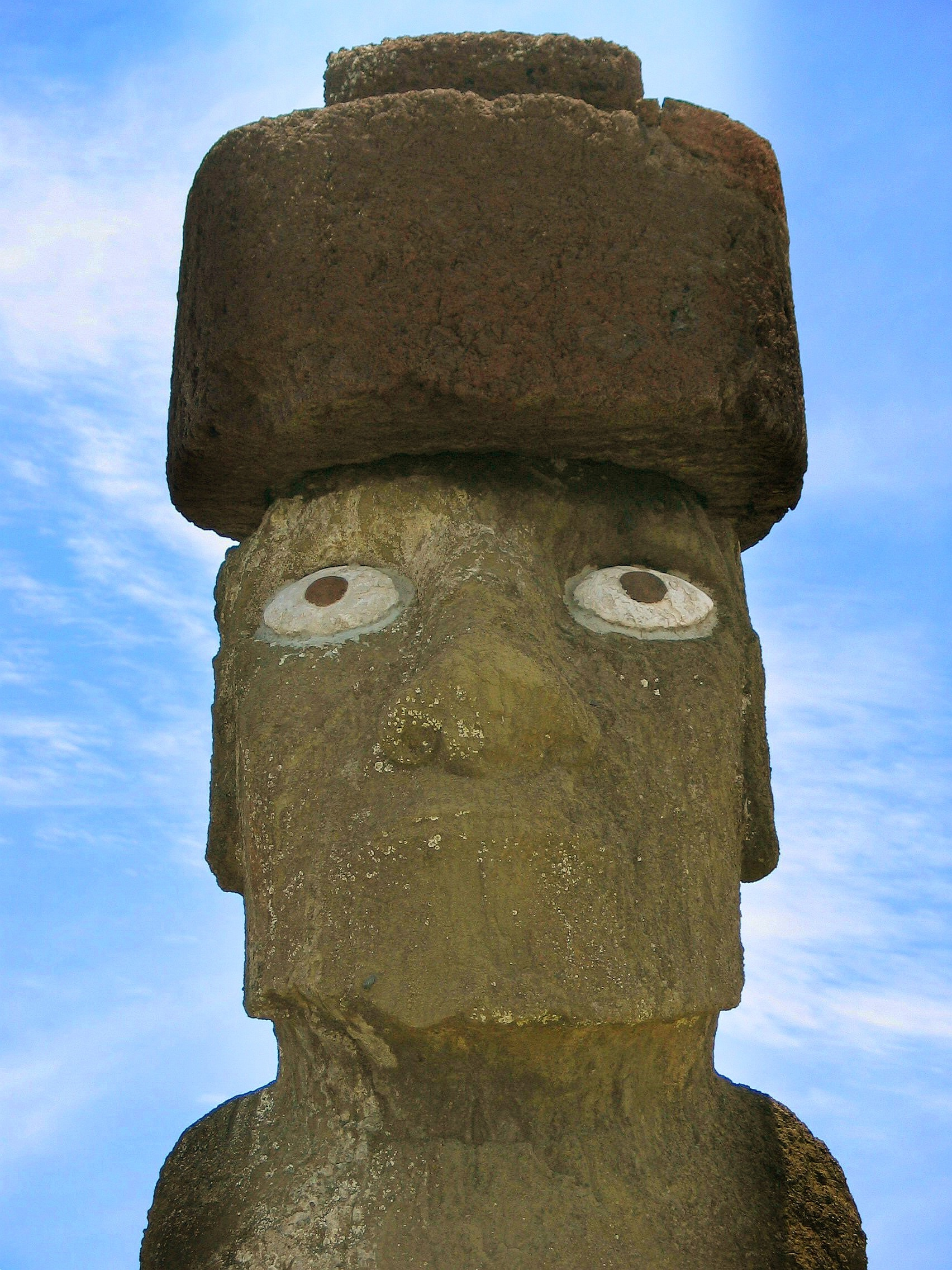
Moái de la plataforma Ahu Ko Te Riku, luciendo el Pukao.

El Pukao es una especie de cilindro de piedra rojiza situados sobre la cabeza  de los moais de Rapa Nui (también conocida como Isla de Pascua), parte de Chile, que representa los moños rojos típicos de los habitantes originales de la isla. También se los llama hau hiti rau (tocado que hace crecer los brotes).

## Historia

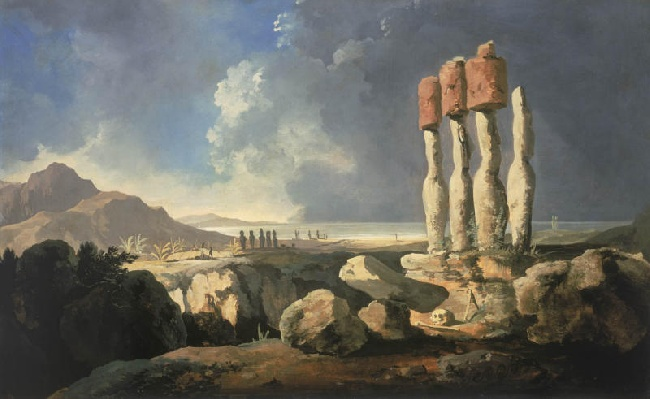
Pintura de 1775

Los pukao son las últimas adiciones efectuadas a los moai, probablemente entre 1400-1500.
Se desconoce la razón por la que se hicieron los pukao, aunque existen varias teorías. Una es que la colocación de un pukao sobre el moai fue un reconocimiento del poder del individuo representado. Esto tiene credibilidad porque esa tarea en ese momento era, e incluso ahora, es extremadamente difícil, especialmente porque no se ha encontrado evidencia de la tecnología de grúas existente en ese momento.
Otra teoría es que los pukao sirven para distinguir entre estatuas. Esos moai con pukao deben mostrarse como más majestuosos e importantes. Dicha distinción también puede haber indicado a los isleños las estatuas en las que se deben realizar diversos rituales. Ahora se cree que Pukao representa el cabello, porque era costumbre de los hombres de alto rango tener el cabello largo atado en un moño en la parte superior de la cabeza. Además, algunos investigadores creen que el color rojo del pukao era un indicador de que eran importantes para las ceremonias rituales.

## Características
Existen pukao de varios tamaños, con el más voluminoso llegando a pesar 11 toneladas; están elaborados con la escoria roja extraída del volcán Puna Pau, situado en la principal población de la isla, Hanga Roa, y tienen forma cilíndrica con una abertura para encajar en la cabeza del moái y una especie de borla en la parte superior.

## Simbología y conservación

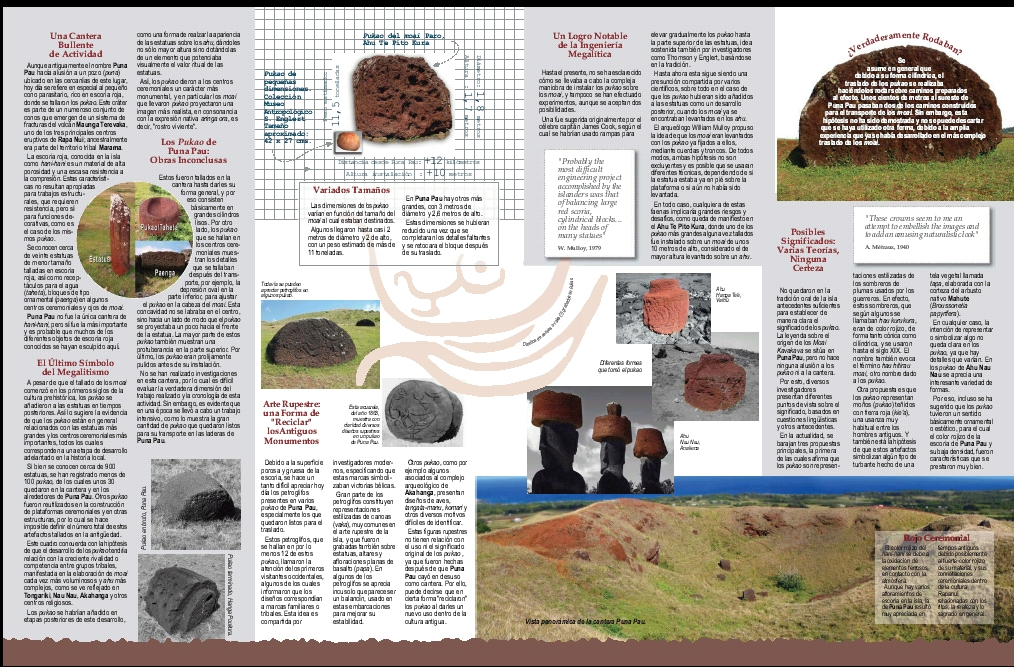
Folleto informativo

La teoría más extendida es la de que el pukao representa un peinado o tocado que lucían los Rapa Nui, al ser habitual que se untaran el cabello utilizando el rojo de la piedra volcánica o también que representara algún tipo de sombrero ceremonial utilizado en rituales.
Se han contabilizado 58 moáis con pukao y 31 tocados en las canteras de la isla.
Otras teorías lo ligan a la palabra quechua Puka , rojo. (Chucu o sombrero cónico usado por los incas en esa época. Eventualmente ligada a la teórica ocupación inca de la isla en 1465 por Tupac Yupanqui, quien habría dejado una guarnición de orejas largas (orejones del Cuzco) los cuales fueron expulsados por los isleños (orejas cortas) en un sangriento pero breve enfrentamiento. El Pukao sería la interpretación de un tocado inca de los orejones dejados en la isla.